# 貝爾市

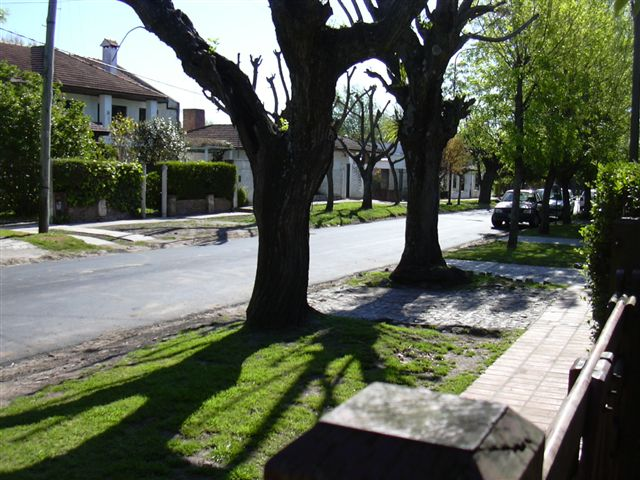

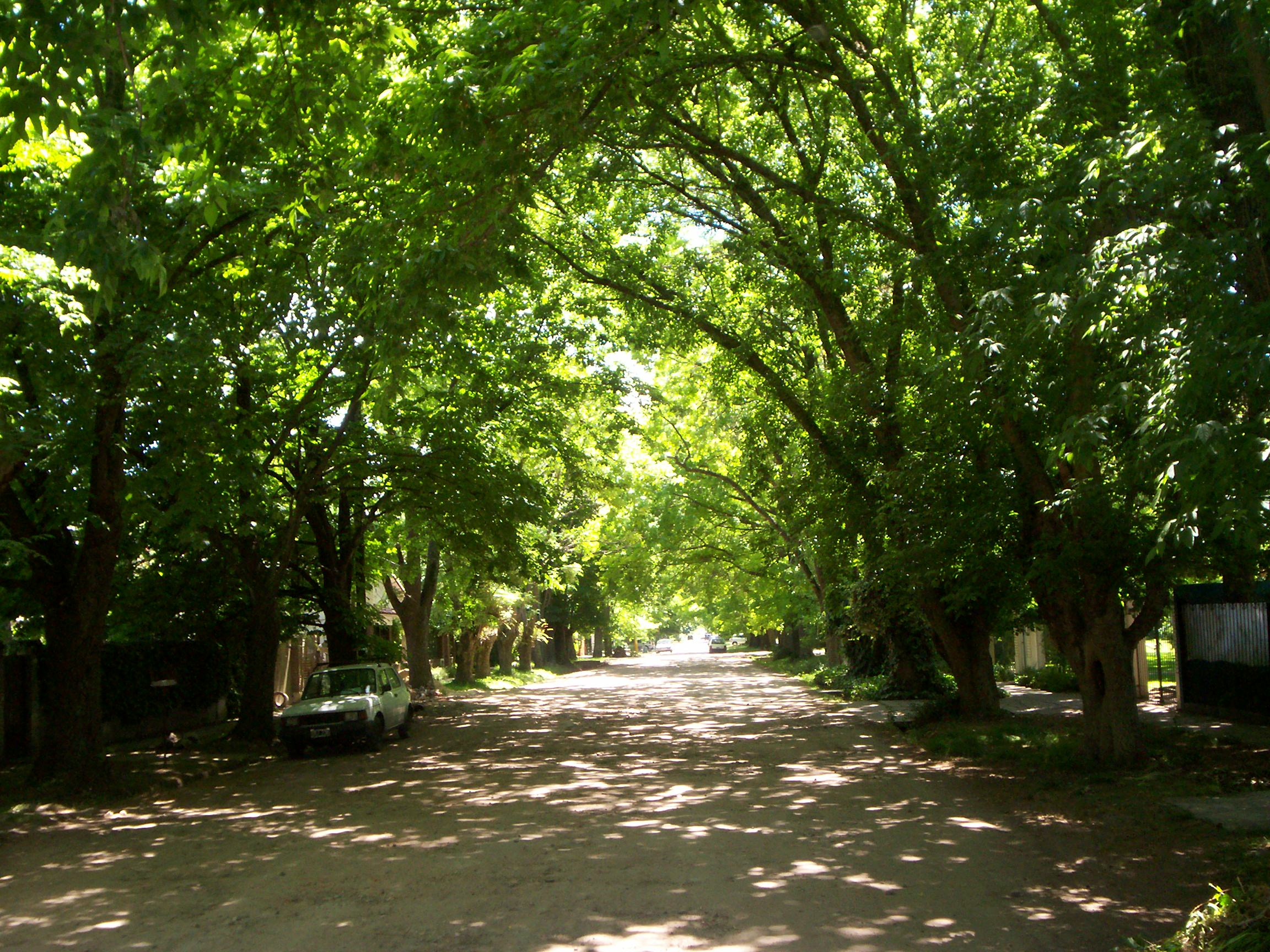

貝爾市是阿根廷的城鎮，位於該國東北部，距離首府布宜諾斯艾利斯50公里，由布宜諾斯艾利斯省負責管轄，始建於1914年5月10日，海拔高度6米，2001年人口32,646。

## 外部連結
- （西班牙文） City Bell portal （页面存档备份，存于）
- （西班牙文） City Bell VIVA （页面存档备份，存于）